# Dombeya sofiensis
Dombeya sofiensis är en malvaväxtart som beskrevs av Arenes. Dombeya sofiensis ingår i släktet Dombeya och familjen malvaväxter. Inga underarter finns listade i Catalogue of Life.